# دیلن مک‌لاکلین
دیلِن مک‌لاکلین (به انگلیسی: Dylan McLaughlin) (زاده ۲ دسامبر ۱۹۹۳) بازیگر آمریکایی است.
از فیلم‌های معروف او می‌توان به بازی در فیلم لگدزنان و جیغ‌کشان، قانون جورجیا اشاره کرد.